# Stephanus Versluys
Stephanus Versluys est le 25e gouverneur du Ceylan néerlandais.